# Les Ancizes-Comps
Les Ancizes-Comps is een gemeente in het Franse departement Puy-de-Dôme (regio Auvergne-Rhône-Alpes). De plaats maakt deel uit van het arrondissement Riom. Les Ancizes-Comps telde op 1 januari 2022 1.714 inwoners.

## Geografie
De oppervlakte van Les Ancizes-Comps bedroeg op 1 januari 2022 21,2 vierkante kilometer; de bevolkingsdichtheid was toen 80,8 inwoners per km².

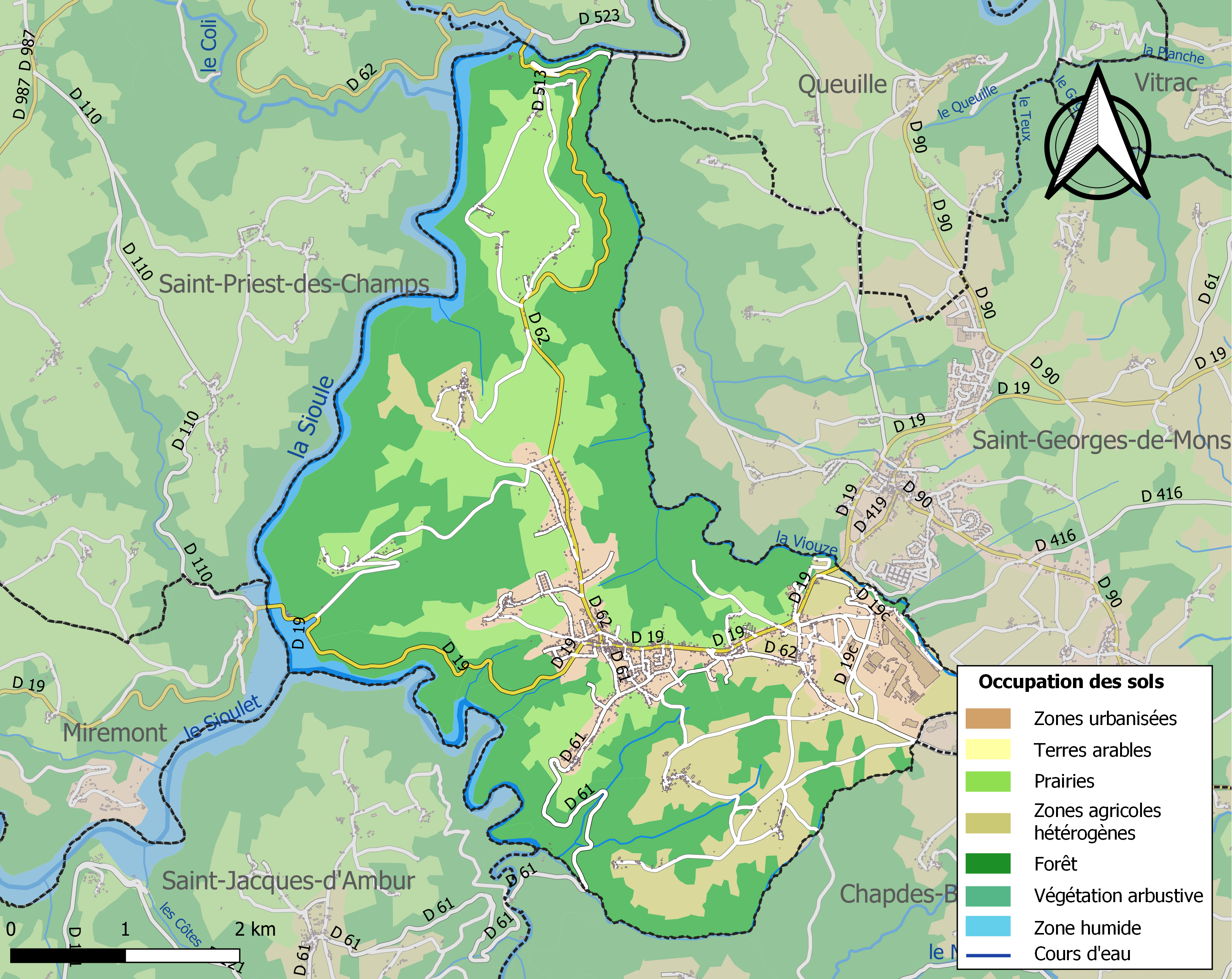
Kaart van de gemeente met belangrijkste infrastructuur, bodemgebruik en omliggende gemeenten

## Demografie
Onderstaande figuur toont het verloop van het inwonertal (bron: INSEE-tellingen).

## Externe links

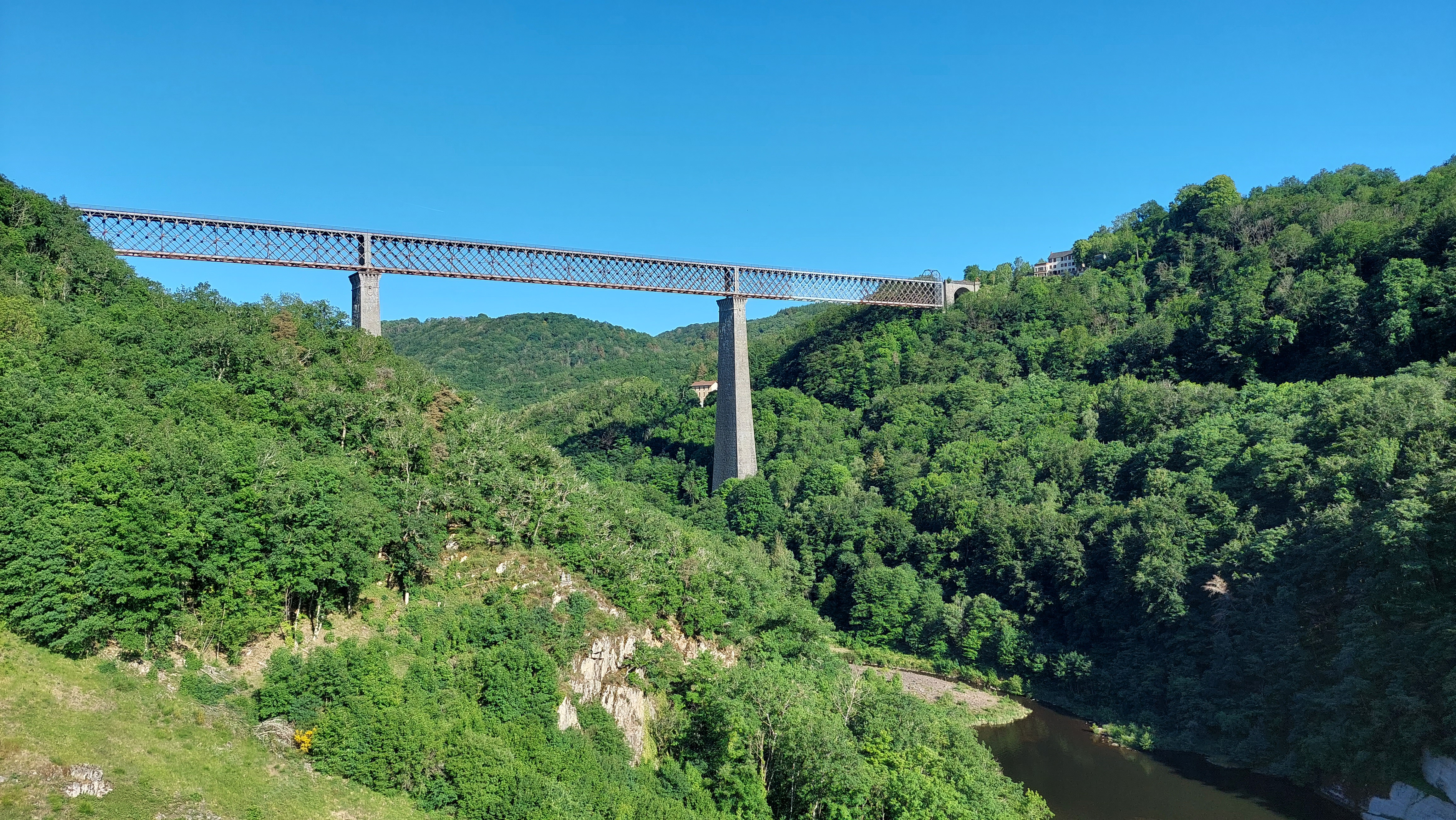
Viaduc des Fades over de Sioule